# Herbita ulpianaria
Herbita ulpianaria là một loài bướm đêm trong họ Geometridae.